# HMS Papua (K588)
HMS Papua (K588) fue una fragata clase Colony de la Marina Real británica. Su nombre es epónimo de la isla de Papúa o Nueva Guinea.

## Historia
Fue puesta en grada el 7 de septiembre de 1943, botada el 10 de octubre de ese mismo año, y puesta en servicio el 25 de julio de 1944. Siendo construida inicialmente para la Armada de los Estados Unidos, se denominó USS Howett (PF-84). Al ser transferida a la Marina Real británica, adoptó el nombre HMS Papua (K588). Después un servicio de tres años, en 1946, fue devuelta a los Estados Unidos y vendida para el desguace. El desguace fue cancelado y el buque fue vendido a un particular de Egipto, que lo nombró Malrouk. En 1953, la Armada de Egipto adquirió el buque y lo puso en servicio como Misr. Y en ese mismo año, el Misr se hundió tras una colisión en el Golfo de Suez el 17 de mayo de 1953.